# Агесидам
Агесидам из Локров Эпизефирских (др.-греч. Ἁγησίδαμος) — древнегреческий атлет, олимпионик.
Сын Архестрата. Победил на 76-х Олимпийских играх (476 до н. э.) в кулачном бою в разряде эфебов.
Его отец заказал прославленному поэту Пиндару оду, чтобы прославить достижение сына, но фиванец был занят выполнением заказов для более важных клиентов, тиранов Ферона и Гиерона, победивших на тех же играх, и вначале сочинил для Агесидама коротенькую песнь (XI Олимпийская ода, 21 стих) с обещанием в будущем создать полноценное произведение, но только около 474 до н. э. написал X Олимпийскую оду, в которой помимо восхваления юноши, оправдывался за задержку. 
Агесидам является одним из персонажей романа Яна Парандовского «Олимпийский диск», посвященного 76-м играм.